# Longstone
La Longstone è una nave ro-ro merci di proprietà della compagnia di navigazione DFDS ed in servizio per P&O European Ferries.

## Servizio
La Maria Grazia Onorato è stata varata il 2 agosto 2018 ai cantieri navali di Flensburg, in Germania, per conto della Siem Roro è ceduta in noleggio a lungo termine alla compagnia di navigazione italiana Tirrenia.
La nave è giunta in Italia il 12 maggio 2019 a Portoferraio; il nome è stato attribuito in omaggio a Maria Grazia Onorato, madre dell'armatore Vincenzo Onorato. La nave è stata ormeggiata al molo Ischia per rimanere fino al pomeriggio del giorno seguente, quando si è diretta a Genova e successivamente iniziare il regolare servizio. 
La nave operava sulla rotta Genova - Livorno - Napoli - Catania - La Valletta prima in coppia con la gemella Alf Pollak, da settembre 2020 con la Beniamino Canevale e subito dopo con la Giuseppe Lucchesi. Dal 14 gennaio 2021 si è spostata sulla linea Livorno - Olbia - Cagliari (con scalo il fine settimana a Genova) assieme alla Alf Pollak.
Il 26 luglio 2024 viene ceduta alla DFDS, issando bandiera maltese e venendo rinominata Longstone.
Il 2 agosto 2024 viene noleggiato alla P&O Ferriesed impiegato tra Zeebrugge e Tilbury.

## Caratteristiche
La nave ha una velocità massima di 22 nodi, trasporta un massimo di 12 passeggeri più 30 membri dell'equipaggio, ha 4200 metri lineari di carico che consentono di portare più di 300 semirimorchi, è lunga 209 metri e larga 26.

## Navi gemelle
- Lismore (ex Alf Pollak)
- Leevsten
- Liekut
- Gardenia Seaways
- Tulipa Seaways
- Acacia Seaways
- Fadiq